# Arisaema heterocephalum
Arisaema heterocephalum là một loài thực vật có hoa trong họ Ráy (Araceae). Loài này được Koidz. mô tả khoa học đầu tiên năm 1928.